# 赫尔穆特·班茨
赫尔穆特·班茨（德語：Helmut Bantz，1921年9月14日—2004年10月4日），德国男子竞技体操运动员。他曾代表德国联队获得1956年夏季奥运会体操比赛男子跳马金牌。他也代表德国参加了1952年夏季奥运会。